# 北見富丘駅

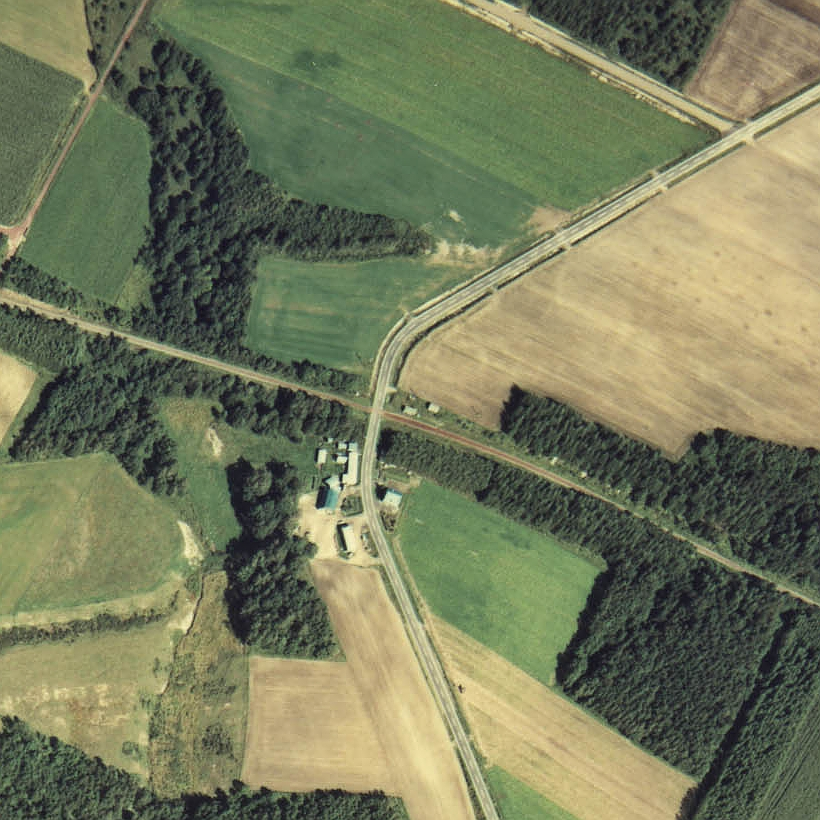
1977年の北見富丘駅と周囲約500m範囲。右が網走方面。土盛の単式ホームで、中央横にブロック造りの待合室が設けられていた。周囲は南から北へ広がる扇状地風の斜面を持つ丘陵地帯。

北見富丘駅（きたみとみおかえき）は、かつて北海道（網走支庁）常呂郡常呂町字富丘（現・北見市常呂町富丘）に設置されていた、日本国有鉄道（国鉄）湧網線の駅（廃駅）である。電報略号はキト。事務管理コードは▲122408。

## 歴史
- 1952年（昭和27年）12月6日 - 日本国有鉄道湧網東線の常呂駅 - 下佐呂間駅（後の浜佐呂間駅）間の延伸開通に伴い、開業[1]。旅客のみ取り扱い[1]。
- 1953年（昭和28年）10月22日 - 中湧別駅 - 網走駅間全通により路線名を湧網線に改称、それに伴い同線の駅となる。
- 1987年（昭和62年）3月20日 - 湧網線の全線廃止に伴い、廃駅となる[1]。

### 駅名の由来
当地は以前「西川沿」の字名であったが、1941年（昭和16年）に「富丘」と改称されていた。当駅はこの名称を用い、すでに同音の常磐線富岡駅が存在したため、旧国名の「北見」を冠した。
地名は富んだ丘になるように、との願いから付けられたと考えられる。

## 駅構造
廃止時点で、1面1線の単式ホームと線路を有する地上駅であった。プラットホームは、線路の北側（網走方面に向かって左手側）に存在した。転轍機を持たない棒線駅となっていた。
無人駅となっており、駅舎は無いがホーム中央部分に待合所を有していた。ブロック造りで広さが約30平方メートル、電気設備が無い建物であった。

## 利用状況
乗車人員の推移は以下のとおり。年間の値のみ判明している年については、当該年度の日数で除した値を括弧書きで1日平均欄に示す。乗降人員のみが判明している場合は、1/2した値を括弧書きで記した。
| 年度               | 乗車人員 | 乗車人員 | 出典  | 備考 |
| 年度               | 年間     | 1日平均  | 出典  | 備考 |
| ------------------ | -------- | -------- | ----- | ---- |
| 1978年（昭和53年） |          | 13       | [ 6 ] |      |

## 駅周辺
畑が広がり農家が点在する。

## 駅跡
2011年（平成23年）時点では駅跡附近に枕木が積み重ねられて残存し、当駅跡から常呂駅方の線路跡が築堤として残存していた。

## 隣の駅
日本国有鉄道
湧網線
浜佐呂間駅 - 北見富丘駅 - <東富丘仮乗降場> - 北見共立駅